# Paznauntal
Het Paznauntal is een dal in het uiterste zuidwesten van de Oostenrijkse deelstaat Tirol. Door het dal stroomt de rivier de Trisanna. Het dal begint bij Pians, enkele kilometers ten westen van Landeck. Het strekt zich vervolgens over een lengte van ruim dertig kilometer in zuidwestelijke richting uit. Daar grenst het aan de deelstaat Vorarlberg en in het zuiden aan Zwitserland. Het dal scheidt het bergmassief Verwall van de Samnaungroep en in het uiterste zuiden van de Silvretta.

## Plaatsen
Van noord naar zuid:
- See
- Langesthei
- Kappl
- Ischgl
- Paznaun
- Mathon
- Galtür

## Economie en infrastructuur
De belangrijkste bron van inkomsten in het dal is, zoals in grote andere delen van Tirol, het toerisme. Door het dal loopt de Oostenrijkse rijksweg B188, die via de pas Bielerhöhe het Paznauntal met het dal Montafon in Vorarlberg verbindt en vervolgens verder loopt naar Bludenz. Een deel van deze weg, de Silvretta Hochalpenstraße, is enkel 's zomers toegankelijk. Hiervoor moet bovendien tol worden betaald, vanaf het plaatsje Wirl, een dorpskern van de gemeente Galtür.
Zoals in veel dalen zijn op de wegen in het Paznauntal meerdere slagboominstallaties geplaatst, om in geval van lawinegevaar delen van het dal voor het verkeer te kunnen afsluiten.
In februari 1999 werd het einde van het dal bij Galtür na dagenlange extreme sneeuwval getroffen door een stuiflawine, waarbij 31 mensen, waaronder vier Nederlandse toeristen, de dood vonden. Reddingswerkzaamheden werden bemoeilijkt omdat het dal vanwege het lawinegevaar niet over de weg bereikbaar was. Ook het vliegen met helikopters was lange tijd te gevaarlijk.
Op 23 augustus 2005 trad de Trisanna door overvloedige regenval buiten zijn oevers, waarbij zij o.a. grote schade aanrichtte aan de infrastructuur van het Paznauntal. Door deze watersnood was het Paznauntal tot de late avond van 26 augustus 2005 van de buitenwereld afsloten. Vanaf toen was het dal via noodwegen weer bereikbaar.